# Albino Gómez
Albino Alberto Gómez (Buenos Aires, 26 de septiembre de 1928-27 de marzo de 2023) conocido generalmente como Albino Gómez fue un periodista que trabajó en radio, televisión y prensa gráfica, director artístico de televisión, embajador de Argentina, profesor de periodismo y autor de diversos libros y letras de tango.

## Carrera profesional
Nació en el barrio porteño de Flores y se dedicó al  periodismo. Fue columnista de las revistas Confirmado, 
Primera Plana y Mercado; de la agencia Interdiarios, Agencia periodística CID y de la Agencia Ala, que fuera fundada en Nueva York en 1947 por el revolucionario del Partido Obrero de Unificación Marxista Joaquín Maurín (1896-1973), que era una de las pocas en idioma español, así como de los diarios El Diario de Caracas, La Opinión, La Prensa y La Voz del Interior. En el diario Clarín fue, en distintas épocas, editorialista, secretario de redaccion y corresponsal en los Estados Unidos. También trabajó en televisión como director artístico de Canal 7 y asesor de los canales Canal 9 y Canal 13. Se desempeñó como  comentarista político en las radios Municipal, El Mundo, Belgrano, Splendid y América y en los canales ATC y Canal 11, todos de la ciudad de Buenos Aires y en este último condujo en 1982 en el papel de juez el programa periodístico Apelación pública que se emitía con el lema "ahora los problemas sociales suben al estrado" en el cual participaban Félix Luna en el rol de acusador y Carlos Burone, un acérrimo partidario del gobierno militar en la vida diaria, como defensor. Además de sus incontables notas periodísticas ha publicado 32 libros que incluyen 7 de aforismos, cuentos y ensayos breves, 4 novelas, tres de reportajes, 2 poemarios y una biografía sobre Bill Clinton. Escribió letras de tango y de folclore que fueron musicalizadas, entre otros, por Horacio Molina, Astor Piazzolla, Antonio Atilio Stampone y Raúl Garello.
Entre 1958 y 1974 fue asesor de gabinete del presidente Arturo Frondizi, con el regreso de la democracia -en 1983- tuvo los cargos de director general de prensa y vocero del Ministerio de Relaciones Exteriores y Culto, director del Sistema Nacional de Medios Públicos y  embajador de Argentina en Egipto, Kenia y Suecia.
Realizó tarea docente como director de la carrera de Periodismo en la Universidad de Belgrano en 1994 y  tuvo a su cargo la cátedra "Entrevistas y reportajes". Fue  profesor del Instituto del Servicio Exterior de la Nación, trabajó en la Fundación FLACSO como secretario regional de comunicación y es miembro consultor del Consejo Argentino para las Relaciones Internacionales (CARI).
Recibió condecoraciones de los gobiernos de España, Francia, Italia, México, Perú y Suecia. La Academia Nacional de Periodismo le otorgó el premio Pluma de Honor en reconocimiento de su compromiso con el ejercicio de la profesión y con la defensa de la libertad de expresión y el 7 de junio de 2018 le entregó  una artesanía especialmente creada por el orfebre Juan Carlos Pallarols.
Gómez dijo que:

”La función social de la prensa es describir la realidad, sabiendo que la calidad de la democracia depende también de la calidad de los periodistas y de los medios, ya que el ejercicio legítimo de la libertad de información requiere de hechos verídicos para no defraudar el derecho de la sociedad a ser debidamente informada. Ya que el periodismo, como sostuvo Gabriel García Márquez, es el 'oficio más lindo del mundo' y sin embargo su ejercicio está sujeto a presiones, puede resultar muy peligroso, requiere calidad cultural y la necesidad imperiosa de transmitir credibilidad. También se ha dicho que mis novelas y cuentos suelen ser muy periodísticos, pero esa crítica me da una gran satisfacción".

## Libros
- Albinísimas
- Arturo Frondizi / Albino Gómez, 2004
- Arturo Frondizi el último estadista : la vigencia de un proyecto de desarrollo
- Álbum de mi vida
- De hechos y vivencias
- Despojos y semillas
- Diario de un joven católico : 1945-1972
- El profesor y la alumna
- Encuentros periodísticos
- Exilios porqué volvieron
- Hechos, ficciones y miradas
- Lejano Buenos Aires
- Los grandes : postales de familia
- Me quitaron la pelota
- Por qué se fueron : testimonios de argentinos en el exterior,1995
- Primer patio, 1990'
- Rayuela diplomática
- Reportajes a la historia de la Sociedad Interamericana de Pre-nsa
- Si no volvemos a vernos
- The story of the IAPA : a collection of testimonies
- Ùltimo patio
- Vení-- jugá conmigo
- Vivencias tangueras de un porteño viajero
- Works
- Sentires

## Obras registradas en SADAIC
Las obras registradas a su nombre en la Sociedad Argentina de Autores y Compositores son las siguientes:
- Al Tuco Paz  con música de Antonio Rodríguez Villar
- Albino camina por la vereda  con música de Mariano Esteban Krawczyk (1993)
- El mundo de los dos con música de Astor Piazzolla (1963)
- No pequeñita  con música de Atilio Deriard (1963)
- La desamorada con música de Luis Alberto Neves Bengoa (1963)
- Las horas idas con música de Eduardina Carmen Guzmán (2008)
- Los acantilados con música de Luis Alberto Neves Bengoa
- Mi amigo Cholo con música de Antonio Atilio Stampone (1981)
- Muchacha ausente con música de Luis Alberto Neves Bengoa (1963)
- Muchacho tú
- No me devuelvas nada con música de Roberto Higinio Nievas
- Paula cautiva' con música de Astor Pantaleón Piazzolla
- Quiero contarle al viento con música de Horacio Manuel Molina (1972)
- Un par de medialunas   en colaboración con Felipe Eugenio Yofre con música de Raúl Miguel Garello (1985)
- Vacaciones  con música de Luis Alberto Neves Bengoa
- Yo quisiera llorar  con música de Luis Alberto Neves Bengoa (1964)
- Zamba de mi ciudad